# Casimir Ninga
Casimir Ninga   (N'Djamena, 17 de maig de 1993) és un futbolista txadià de la dècada de 2010.
Fou internacional amb la selecció de futbol del Txad. Pel que fa a clubs, destacà a Montpellier i Angers SCO.